# Bretagne Classic Ouest-France 2016
La Bretagne Classic Ouest-France 2016, ottantesima edizione della corsa e valida come ventitreesima prova dell'UCI World Tour 2016 categoria 1.UWT, si è svolta il 28 agosto 2016 su un percorso di 247 km, con partenza e traguardo a Plouay. La vittoria fu appannaggio del belga Oliver Naesen, il quale completò il percorso in 5h58'46", alla media di 41,308 km/h, precedendo l'italiano Alberto Bettiol e il norvegese e campione uscente Alexander Kristoff.
Sul traguardo di Plouay 129 ciclisti, su 199 partenti, portarono a termine la competizione.

## Squadre e corridori partecipanti
| N.      | Cod. | Squadra             |
| ------- | ---- | ------------------- |
| 1-8     | KAT  | Team Katusha        |
| 11-18   | CDT  | Cannondale-Drapac   |
| 21-28   | FDJ  | FDJ                 |
| 31-38   | AST  | Astana Pro Team     |
| 41-48   | TLJ  | Team Lotto NL-Jumbo |
| 51-58   | BMC  | BMC Racing Team     |
| 61-68   | IAM  | IAM Cycling         |
| 71-78   | ALM  | AG2R La Mondiale    |
| 81-88   | DDD  | Team Dimension Data |
| 91-98   | LTS  | Lotto Soudal        |
| 101-108 | MOV  | Movistar Team       |
| 111-118 | EQS  | Etixx-Quick Step    |
| 121-128 | OBE  | Orica-BikeExchange  |

| N.      | Cod. | Squadra                      |
| ------- | ---- | ---------------------------- |
| 131-138 | DEN  | Direct Énergie               |
| 141-148 | TGA  | Team Giant-Alpecin           |
| 151-158 | BAR  | Bardiani CSF                 |
| 161-168 | SKY  | Team Sky                     |
| 171-178 | TNK  | Tinkoff                      |
| 181-188 | FVC  | Fortuneo-Vital Concept       |
| 191-198 | COF  | Cofidis, Solutions Crédits   |
| 201-208 | LAM  | Lampre-Merida                |
| 211-218 | TFS  | Trek-Segafredo               |
| 221-228 | CCC  | CCC Sprandi Polkowice        |
| 231-238 | WGG  | Wanty-Groupe Gobert          |
| 241-248 | DMP  | Delko Marseille Provence KTM |

## Ordine d'arrivo (Top 10)
| Pos. | Corridore          | Squadra    | Tempo    |
| ---- | ------------------ | ---------- | -------- |
| 1    | Oliver Naesen      | IAM        | 5h58'46" |
| 2    | Alberto Bettiol    | Cannondale | a 2"     |
| 3    | Alexander Kristoff | Katusha    | a 5"     |
| 4    | Michael Matthews   | Orica      | s.t.     |
| 5    | John Degenkolb     | Giant      | s.t.     |
| 6    | Maciej Paterski    | CCC        | s.t.     |
| 7    | Daniel Hoelgaard   | FDJ        | s.t.     |
| 8    | Giacomo Nizzolo    | Trek       | s.t.     |
| 9    | Matteo Trentin     | Etixx      | s.t.     |
| 10   | E. Boasson Hagen   | Dimension  | s.t.     |